# Lagerfachkarte
Eine Lagerfachkarte oder Lagerkarteikarte ist Bestandteil der Ablauforganisation in der Lagerhaltung.
Die Lagerfachkarte wird eingesetzt, um die Änderungen der Bestände festzuhalten. Auf dieser Karte wird jeder Güterumschlag, also die Abgänge und Zugänge, eingetragen, so dass man anhand ihr den aktuellen Lagerbestand feststellen kann. Die Lagerfachkarte ist nur dann sinnvoll, wenn jeder die Güterbewegung (Güterumschlag) einträgt.
Auf einer Lagerfachkarte befinden sich meistens folgende Informationen:
- Güterbezeichnung
- Bestand, Mindestbestand, Meldebestand (Bestellpunkt)  und Höchstbestand
- Lagerplatz
- Zugänge und Ausgänge
- Artikelnummer
- Einzelpreis
- Bestand Inventur
- Differenzbestand (falls vorhanden) nach Inventur
- Visum (zum Nachvollziehen wer, wann was eingetragen hat)
- Datum
- Lieferant

Die Lagerfachkarte wird heutzutage nicht mehr oft eingesetzt, meistens werden die Bestände der Artikel per EDV mit dem ERP-System kontrolliert.